# Monthault
Monthault (bret. Brennaod) – miejscowość i gmina we Francji, w regionie Bretania, w departamencie Ille-et-Vilaine.
Według danych na rok 1990 gminę zamieszkiwały 293 osoby, a gęstość zaludnienia wynosiła 36 osób/km² (wśród 1269 gmin Bretanii Monthault plasuje się na 946. miejscu pod względem liczby ludności, natomiast pod względem powierzchni na miejscu 902.).